# رومان ستاري
رومان ستاري (بالألمانية: Roman Stary)‏ هو لاعب كرة قدم نمساوي في مركز الوسط، ولد في 18 ديسمبر 1973 في فيينا في النمسا. لعب مع أوستريا فيينا ورابيد فيينا وغراتزر أي كاي وفيرست فيينا ونادي كارنتين ونادي هارتبيرغ ونادي واكر إنسبروك.

## وصلات خارجية
- رومان ستاري على موقع قاعدة بيانات كرة القدم.إي يو (الإنجليزية)
- رومان ستاري على موقع Soccerway.com (الإنجليزية)
- رومان ستاري على موقع عالم كرة القدم.نت (الإنجليزية)